# Anna Alekseevna Sudakevič
Anna Alekseevna Sudakevič, nota come Anel' Sudakevič (in russo Анна (Анель) Алексеевна Судакевич?); Mosca, 28 ottobre 1906 – Mosca, 22 settembre 2002), è stata un'attrice, scenografa e costumista sovietica.
Era sposata con Asaf Messerer, ballerino, maestro di ballo e coreografo.

## Biografia
Nata a Mosca, Anel' Sudakevič si avvicinò al cinema a diciannove anni. Dal 1925 al 1927, frequentò la scuola di Jurij Zavadskij e conobbe Vera Mareckaja, Boris Mordvinov e Vsevolod Pudovkin. Nel suo primo film del 1926, recitò a fianco di Sergej Komarov e Igor' Il'inskij. Komarov la prenderà come interprete femminile di Poceluj Meri Pikford, un film che il regista girò sfruttando l'imperdibile occasione di un tour in Unione Sovietica del duo formato dai divi hollywoodiani Mary Pickford e Douglas Fairbanks. I due attori americani appaiono in alcune scene del film, mentre gli interpreti principali furono Il'inskij e la stessa Sudakevič.

## Filmografia
- Miss Mend, regia di Boris Barnet e Fëdor Ocep (1926)
- Pobeda ženščiny, regia di Jurij Željabužskij (1927)
- Poceluj Meri Pikford, regia di Sergej Komarov (1927)